# Segeneiti
Segeneiti – miasto w Erytrei; w regionie Południowym. Według danych szacunkowych, w 1997 roku liczyło 6 146 mieszkańców. Miasto jest siedzibą Eparchii Segheneyti Kościoła katolickiego obrządku erytrejskiego.